# Flavobacterium omnivorum
 Flavobacterium omnivorum ist eine Art von Bakterien. Die Art zählt zu den Bacteroidetes.

## Merkmale

### Erscheinungsbild
Die Zellen von Flavobacterium omnivorum sind stäbchenförmig, die Länge liegt zwischen 0,8 und 2,5 µm, die Breite bei 0,8 µm. Auch filamentöse Formen treten auf. Sie sind nicht begeißelt und bewegen sich auch nicht gleitend (gliding-motility), was sonst bei einigen anderen Arten von Flavobacterium zu beobachten ist. In einen PYG-Nährmedium (Pepton Hefe Glukose Nährlösung) sind die Kolonien rund, konvex mit einem klar definierten Rand. Das bei der Familie Flavobacteriaceae häufig vorkommende Pigment Flexirubin ist hier nicht vorhanden. Das Bakterium kann Sphaeroplasten bilden. Hierbei verliert es einen Großteil der Mureinschicht der Zellwand, bleibt aber lebensfähig.

### Wachstum und Stoffwechsel
Flavobacterium omnivorum ist wie alle Arten von Flavobacterium heteroorganotroph. Der Stoffwechselweg ist die aerobe Atmung.  Die Kolonien sind orange gefärbt, kreisförmig, glatt und ganzrandig.
Nitrat wird zu Nitrit reduziert. Der Katalase-Test und der Oxidase-Test fällt wie bei den meisten Arten von Flavobacterium positiv aus. Die Art ist kälteliebend (psychrophil), bestes Wachstum erfolgt bei einer Temperatur von 11 °C. Bei 0 °C wurde noch Wachstum beobachtet, bei 20 °C findet kein Wachstum statt.
Casein und Stärke werden durch Hydrolyse abgebaut, Gelatine wird hingegen nicht genutzt. Weiterhin verwertet die Art Chitin, Aesculin und Pektine. Tests auf den Abbau von Polysorbat 80 (Tween 80) und Tyrosin fallen negativ aus. Auch DNA wird nicht abgebaut. Der Voges-Proskauer-Test fällt negativ aus.

### Chemotaxonomische Merkmale
Die Art Flavobacterium omnivorum ist Gram-negativ. Das dominierende Menachinon ist MQ-6. Der GC-Gehalt in der DNA liegt bei 35,2 %. Die häufigsten zellulären Fettsäuren sind Pentadecansäure (C15:0) mit 9 % der Gesamtmenge an Fettsäuren, Palmitoleinsäure (C16:1ω7c) mit 18 % und die 3-Hydroxy-15-Methylhexadecansäure (iso-C17:0 3-OH) mit 9 %.
Die Produktion von beiden Arten von Fettsäuren, den gesättigten und ungesättigten, sowie von unverzweigten und verzweigten Fettsäuren ist ein für die mikrobielle Forschung interessantes Merkmal von Flavobacterium.

## Systematik
Flavobacterium omnivorum zählt zu der Familie Flavobacteriaceae. Es wurde von dem Mikrobiologen Fei Zhu und Mitarbeitern zusammen mit der Art Flavobacterium xinjiangense im Jahr 2003 erstmals beschrieben.

## Ökologie
Flavobacterium omnivorum ist kälteliebend (Psychrophilie|psychrophil) und wurde im gefrorenen Boden auf einem Gletscher gefunden. Hier wurden schon mehrere neue Bakterienarten, welche auf kalte Umgebung spezialisiert sind (also psychrophil sind), isoliert. Beispiele sind Flavobacterium xinjiangense, in der gleichen Veröffentlichung von Fei Zhu und Mitarbeiter beschrieben, sowie Flavobacterium glaciei beschrieben von einer Gruppe um De-Chao Zhang. Es handelt sich dort um ein relativ einfaches und abgeschlossenes Ökosystem.